# Les Voleurs (nouvelle)
Les Voleurs est une nouvelle d’Anton Tchekhov (en russe : Vory).

## Historique
Les Voleurs est initialement publiée dans la revue russe Temps nouveaux du 1er avril 1890, numéro 5061, et signée Anton Tchekhov. Aussi traduit en français sous le titre Les Diables .

## Résumé
L’aide-médecin Ergounov a reçu la mission d’aller à la ville voisine prendre des provisions pour le dispensaire où il travaille. Le médecin lui a prêté son cheval, et le voilà parti. 
Le retour est difficile à cause d’une tempête de neige. Il est obligé de s’arrêter dans une auberge qu’il sait malfamée.  Il reconnaît des voleurs de chevaux. La fille de la maison, Liouba, vingt ans, danse. Ergounov boit plusieurs verres de vodka. Un des voleurs s’enfuit avec son cheval, l’autre avec ses provisions, grâce à la complicité de Liouba.
Un an plus tard, Ergounov a perdu sa place. Il se souvient de l’épisode avec regrets.

## Édition française
- Les Voleurs, traduit par Édouard Parayre, révision de Lily Dennis, éditions Gallimard,Bibliothèque de la Pléiade,  1967  (ISBN 978 2 07 0105 49 6).